# 비날리 이을드름
비날리 이을드름(튀르키예어: Binali Yıldırım, 1955년 12월 20일 ~ )은 튀르키예의 제27대이자 마지막 총리를 지낸 정치인이다. 2002년부터 2013년까지, 2015년부터 2016년까지 튀르키예의 교통해양통신부장관을 지내고, 2014년부터 2015년까지는 레제프 타이이프 에르도안 튀르키예 대통령의 수석고문을 맡았으며, 2016년부터 2018년까지 제27대이자 마지막 총리를 지냈다.
1994년부터 2000년까지는 튀르키예의 공기업인 이스탄불 고속페리공사(İDO)의 사장을 역임했다. 2002년 총선에서 정의개발당 소속으로 이스탄불 제1선거구에서 당선되면서 국회의원이 됐다. 2003년 압둘라 귈 당시 튀르키예 총리로부터 교통부 장관으로 임명됐고, 에르도안이 총리가 된 후에도 계속 연임했다. 교통부 장관 시절 마르마라이와 YHT 등의 굵직한 프로젝트를 맡았다. 하지만 2004년 파묵코바 열차 탈선 사건으로 여론이 악화되면서, 교통부 장관을 사임했다. 2011년에 해양통신부가 교통부와 통합되면서 초대 교통해양통신부 장관이 됐다.
2013년 개각으로 교통해양통신부 장관에서 물러난 후, 2014년 지방선거에서 정의개발당의 이즈미르 시장 후보로 지명됐지만, 공화인민당의 아지즈 코자오을루에게 패배했다. 그 후 2014년 6월에 에르도안의 특별 고문으로 임명됐다가, 2015년 6월에 열린 2015년 6월 터키 총선에서는 3선 임기제한에 걸려 불출마했다. 2015년 11월 총선에서 다시 국회에 입성한 후 아흐메트 다부톨루가 교통부 장관으로 재임명했다. 2016년 5월 5일 아흐메트 다부톨루가 레제프 타이이프 에르도안과의 갈등으로 정의개발당의 당수에서 물러나자, 5월 19일 새 당수에 선출됐다. 2016년 5월 24일에는 새 총리로 임명이 되었으나 잠정내각으로 2018년 7월 9일에 총리직에서 2년 1개월 만에 물러나자마자 총리직이 폐지되었다. 그는 전임인 아흐메트 다부톨루와 마찬가지로 실권이 거의 없는 총리직을 수행하였다.

## 역대 선거 결과
| 선거명      | 직책명        | 대수 | 정당       | 득표율 | 득표수      | 결과 | 당락 |
| ----------- | ------------- | ---- | ---------- | ------ | ----------- | ---- | ---- |
| 2014년 선거 | 이즈미르 시장 | 25대 | 정의개발당 | 35.93% | 947,108표   | 2위  | 낙선 |
| 2019년 선거 | 이스탄불 시장 | 32대 | 정의개발당 | 48.61% | 4,156,036표 | 2위  | 낙선 |
| 2019년 선거 | 이스탄불 시장 | 32대 | 정의개발당 | 44.99% | 3,935,453표 | 2위  | 낙선 |